# Copa Davis 2024 − Fase final
La fase final de la Copa Davis 2024, també coneguda com a Davis Cup Finals 2024, correspon al nivell més alt de la Copa Davis 2024. L'esdeveniment es va celebrar en dues fases, entre el 10 i el 15 de setembre i entre el 19 i el 24 de novembre de 2024.
L'equip italià va guanyar el segon títol consecutiu, el tercer de la seva història.

## Seus
- Fase grups:
  - Unipol Arena, Bolonya (Itàlia)
  - Pavelló Font de Sant Lluís, València (Espanya)
  - Hengqin Tennis Center, Zhuhai, (Xina)
  - Manchester Arena, Manchester (Regne Unit)
- Fase final:
  - Palacio de Deportes José María Martín Carpena, Màlaga (Espanya)

## Equips
16 equips nacionals participen en l'esdeveniment classificats de la següent forma:
- 2 equips finalistes de les finals de l'edició anterior (Austràlia, Itàlia).
- 12 equips guanyadors de la fase de classificació.
- 2 equips convidats (Regne Unit, Espanya).

| Alemanya      | Argentina          | Austràlia (F) | Bèlgica         |
| Brasil        | Canadà             | Eslovàquia    | Espanya (A) (C) |
| Estats Units  | Finlàndia          | França        | Itàlia (G) (A)  |
| Països Baixos | Regne Unit (A) (C) | Txèquia       | Xile            |